# Knežlaz
Knežlaz (cyr. Кнежлаз) – wieś w Czarnogórze, w gminie Kotor. W 2011 roku liczyła 18 mieszkańców.